# 사회인
사회인(社會人)은 사회의 일원으로서 활동하는 사람을 뜻하며, 학교나 군대 등의 단체에서 제한된 생활을 하는 사람들등을 말한다. 주로 미성년자보다는 사회에서 활동하는 성인을 가르킨다.

## 같이 보기
- 사회